# موريس غويبرت
موريس غويبرت (بالفرنسية: Maurice Guibert)‏ هو مصور فرنسي، ولد في 1856، وتوفي في 1913.